# Ligusticum calderi
Ligusticum calderi är en flockblommig växtart som beskrevs av Mildred Esther Mathias och Lincoln Constance. Ligusticum calderi ingår i släktet strandlokor, och familjen flockblommiga växter. Inga underarter finns listade i Catalogue of Life.